# Köröstyén
Köröstyén (korábban Kristyán, németül: Grieselstein) Gyanafalva településrésze Ausztriában, Burgenland tartomány déli részén, a Gyanafalvi járásban.

## Fekvése
Gyanafalvától 3 km-re északnyugatra, a stájer határ mellett, a Tafelberg hegytől északra, a Kristyán-patak (Grieselbach) partján fekszik

## Története
A régészeti leletek tanúsága alapján területén már az újkőkorszakban is éltek emberek. Ezt bizonyítják a Steinbergről előkerült cserépmaradványok. A hely a középkorban, a 13. és 14. században is lakott volt.
A mai települést 1352-ben "Cristayn" alakban említik először. A szentgotthárdi ciszterci apátság birtoka volt. 1538-ban "Chrysthyan", 1552-ben "Grisisztan", 1592-ben "Krisisthan", 1620-ban "Khrysistain" alakban szerepel a korabeli forrásokban. 1391-ben az apátság többi birtokával együtt a Széchyek szerezték meg. 1480-ban Hunyadi Mátyás visszaadta az újra önállóvá lett apátságnak, de halála után újra a Széchyeké. 1528-ban I. Ferdinánd az apátsággal együtt Serédy Gáspárnak adta, majd rövid időre újra a Széchyeké.
1567-ben 6 portával adózott, 7 ház zselléreké, 8 szegényeké, 5 lakatlan volt. 1677-ben 70, 1716-ban 63 (ebből 32 puszta), 1729-ben 61 (ebből 30 puszta), 1744-ben 73 ház állt a településen. 1787-ben 116 házában 689 lakos élt. 1830-ban 103 háza és 672 lakosa volt. 1857-ben már 125 házat és 800 lakost számláltak a településen.
Vályi András szerint " KRISTÁN. Német falu Vas Várm. földes Urai a’ Szent Gothárdi Ciztertzita Szerzetbéli Atyák, lakosai katolikusok, fekszik Gyanafalvának szomszédságában, és annak filiája, fája, legelője, és el adásra módgya van."
Fényes Elek szerint " Kristyán, német falu, Vas vmegyében, a stájer határszélen: 718 kath. lak. Földe hegyes; bora jó; erdeje van. A sz. gothárdi urad. tartozik."
Vas vármegye monográfiája szerint " Kristyán, stájerhatárszéli nagy falu, 155 házzal és 1054 németajkú, r. kath. vallású lakossal. Postája és távírója Gyanafalva. A lakosok hitelszövetkezetet tartanak fenn."
1910-ben 1043, túlnyomórészt német lakosa volt. A trianoni békeszerződésig Vas vármegye Szentgotthárdi járásához tartozott. A békeszerződések Ausztriának ítélték és 1921-ben Burgenland tartomány része lett. 1971. január 1-jén Gyanafalvához csatolták. 2001-ben 672 lakosa volt.

## Nevezetességei
- A köröstyéni Steinberg egy vulkanikus kúp, ahol Burgenland egyik legősibb települését rejti a föld. A cserépmaradványok alapján már az újkőkorszakban is lakott volt. Kerültek elő innen középkori leletek is a 13. és 14. századból. A lelőhely nagy része megsemmisült a 20. század elején. Ma műemléki védelem alatt áll.
- Szent Kereszt kápolna.

## Külső hivatkozások
- Köröstyén a dél-burgenlandi települések portálján
- A burgenlandi települések történeti lexikona
- A helyi népiskola honlapja